# Hirenagavalli, Chik Ballapur
Hirenagavalli là một làng thuộc tehsil Chik Ballapur, huyện Kolar, bang Karnataka, Ấn Độ.